# 지미 폭스
제임스 에모리 ("지미") 폭스(James Emory ("Jimmie") Foxx, 1907년 10월 22일 ~ 1967년 7월 21일)는 "Double X"와 "The Beast"라는 별명으로 알려지고 필라델피아 애슬레틱스, 보스턴 레드삭스, 시카고 컵스와 필라델피아 필리스를 위하여 메이저 리그 베이스볼에서 20개의 시즌을 활약한 미국의 프로 야구 1루수였다.  그의 가장 생산적 세월은 자신이 12개의 연속적 시즌에서 30개 혹은 이상의 홈런을 치고 13개의 연속적 해에서 100개 이상의 득점에 몰았던 애슬레틱스와 레드삭스와 함께 한 것이었다.
폭스는 500개의 경력 홈런을 치는 데 메이저 리그 베이스볼 역사상 2번째 선수가 되어 32세 336일의 나이에 그 단계에 도달하였다.  수많은 세월 동안 그는 500개의 홈런에 도달하는데 최연소 메이저 리그 선수를 위한 기록을 보유하였다.  그의 3회의 경력 MVP 상은 2번째 사상을 위하여 동점이 되었다.  폭스는 1951년 미국 야구 명예의 전당으로 헌액되었다.

## 초기 세월
메릴랜드주 수들러스빌에서 농부였던 델과 매티 폭스에게 태어났다.  델 폭스는 자신이 어렸을 때 타운의 팀을 위하여 야구를 하였다.  지미 폭스는 학교에서 잘 하였으나 스포츠, 특히 야구, 축구와 달리기에서 뛰어났다.  그는 수들러스빌 고등학교에서 3개의 스포츠를 전부 활약하였다.
폭스는 전 필라델피아 애슬레틱스의 거대한 선수 홈런 베이커에 의하여 감독된 마이너 리그 팀에 가입하는 데 고등학교를 일찍이 그만 두었다.  폭스는 투수를 맡거나 3루수로 활약하기를 희망을 두었으나 팀이 포수에 부족했던 이래 폭스는 본루의 뒤로 옮겼다.  그는 즉시 애슬레틱스와 뉴욕 양키스로부터 관심을 끌어다.  폭스는 애슬레틱스와 계약을 맺고 17세의 나이에 자신의 메이저 리그 데뷔를 하였다.  당시 그는 아직도 학교의 주니어 해에 있었다.

## 메이저 리그 경력

### 필라델피아 애슬레틱스

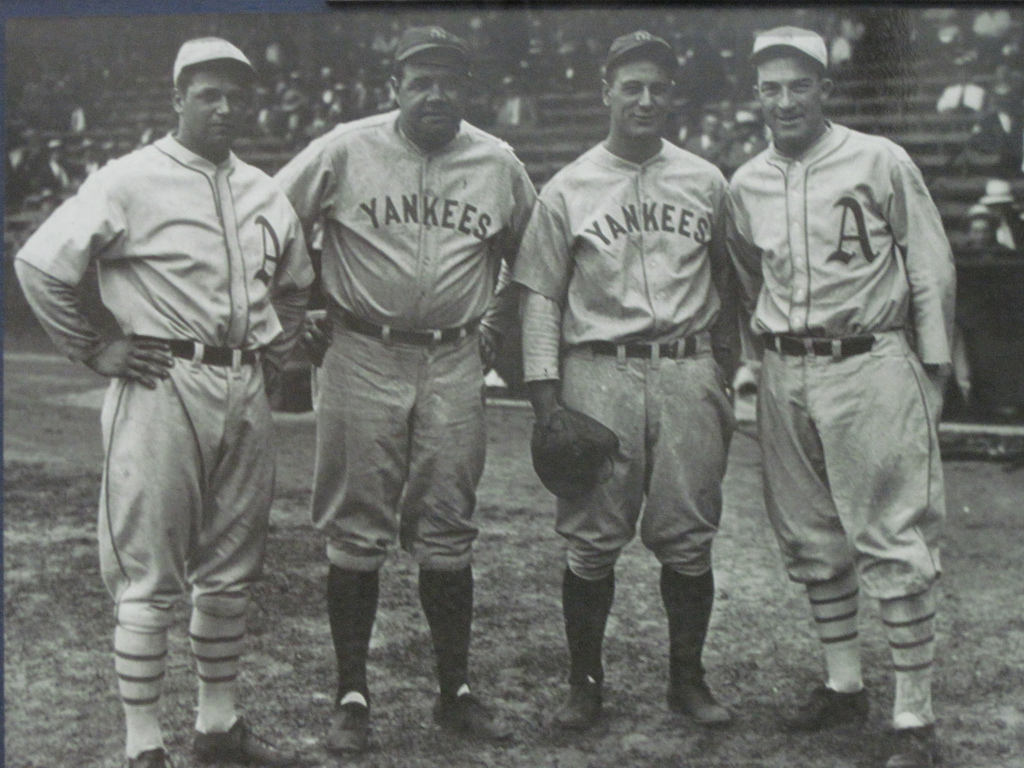
좌로부터 폭스, 베이브 루스, 루 게릭과 앨 시먼스

애슬레틱스의 포수 임무들은 이미 훗날의 야구 명예의 전당 회원 미키 코크런에 의하여 채워져 1927년까지 폭스는 포수, 1루수와 외야수 사이에 시간을 분할하고 있었다.  1929년 애슬레틱스의 정규 1루수로서 앉혀진 폭스는 돌파적 한해를 가져 .354 점을 타구하고 33개의 홈런을 쳤다.  그해 폭스는 타임의 표지에 나왔다.
1932년 폭스는 169개의 타점과 함께 58개의 홈런과 .364 점을 쳐 타구 평균에서 겨우 3 포인트에 의하여 트리플 크라운을 놓쳤다.  폭스는 사실 그해 베이브 루스의 기록을 동점 매긴 60개의 홈런을 쳤으나 그 중에 2개는 비가 내리면서 끝난 경기에서 쳐지자 홈런은 세어지지 않았다.  보스턴 레드삭스의 1루수 데일 알렉산더는 .367 점을 쳤으나 겨우 454개의 본루 출연에서였으며 그는 힌 팀 경기들에 활약된 3.1의 본루 출연에 기초를 둔 현재 규칙드 아래 타구 타이틀을 우승하지 않았다.  폭스는 .356의 타구 평균, 163개의 타점과 48개의 홈런과 함께 이어진 시즌에 트리플 크라운을 이겼다.  그는 1932년과 1933년 연속적 MVP 영예들을 수상하였다.
폭스는 자신의 시대의 3명 혹은 4명의 가장 두려운 슬러거들 중의 하나였다.  거대한 양키스의 투수 레프티 고메스는 그에 대하여 "그는 그의 머리털에 근육을 가졌다."고 말하였다.
1937년 폭스는 양키 스타디움에서 좌익 스탠드의 세번째 갑판으로 공을 쳤으며 스탠드의 거리와 각도 때문에 매우 드문 업적이었다.  고메스는 그것을 포기한 투수였고 얼마나 멀리 갔느냐에 의문되었을 때 그는 "난 모르나 거기에 올라가 다시 얻는 데 선수를 45분이나 끌었던 것을 안다."고 말하였다.
1930년대 초반에 대공황이 완전히 타격을 주었을 때 애슬레틱스의 소유자 코니 맥은 자신의 고액 스타 선수들의 월급을 낼 수 업었고 그들의 많은 수를 팔았다.  1936년 계약 분쟁 후에 맥은 폭스를 1십 5만 달러를 위하여 폭스의 계약을 레드삭스로 팔았다.

### 보스턴 레드삭스

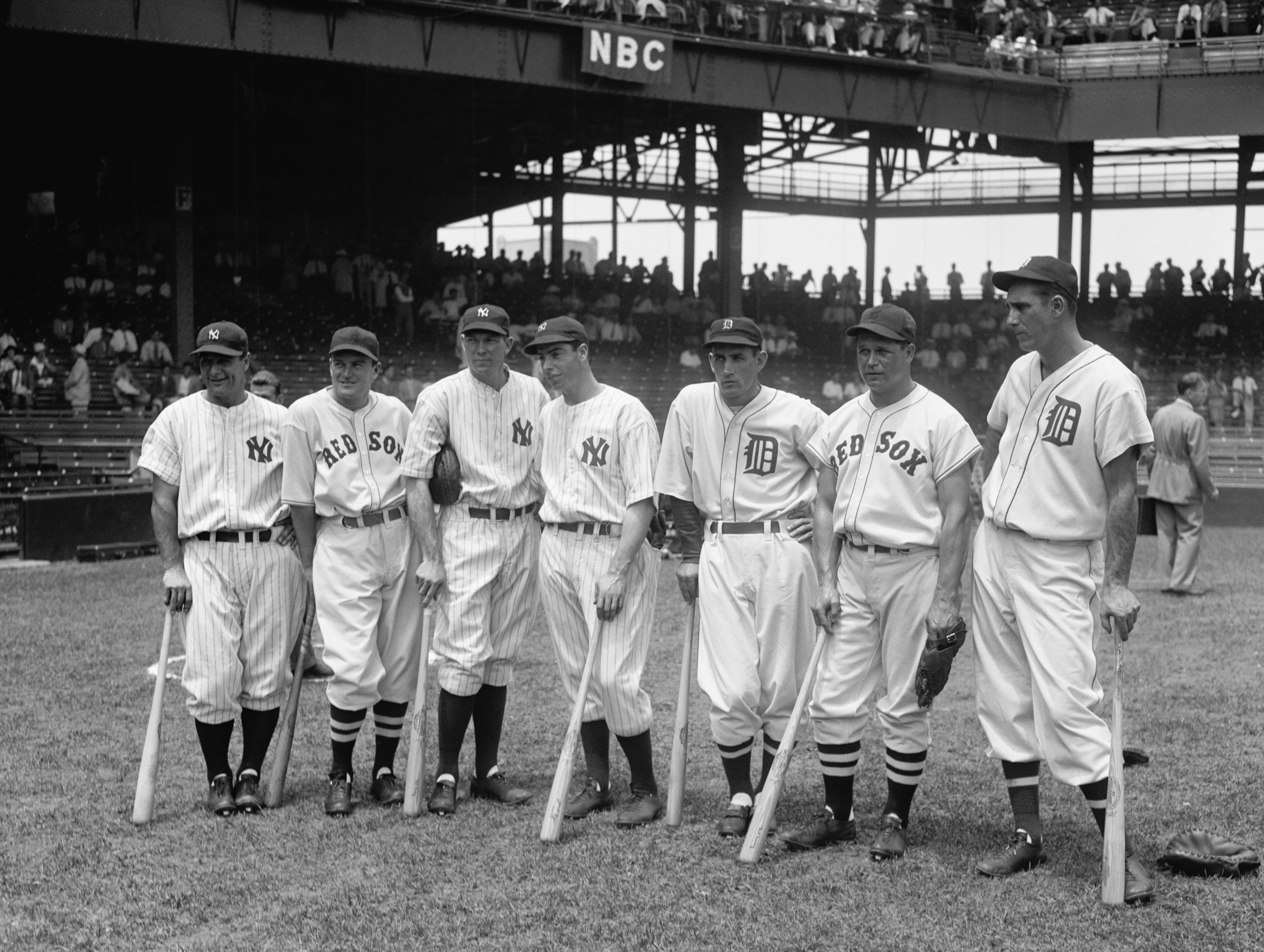
1937년 아메리칸 리그의 올스타 선수 7명. 좌로부터 루 게릭, 조 크로닌, 빌 디키, 조 디마지오, 찰리 게링거, 지미 폭스와 행크 그린버그. 이들은 전부 야구 명예의 전당에 선출되었다.

폭스는 자신이 50개의 홈런을 치고, 175개의 득점을 몰고, .349 점을 타구하여 자신의 3번째 MVP 상을 수상하고다시 트리플 크라운을 이기는 데 좁게 놓친 1938년 시즌을 포함하여 레드삭스를 위하여 6년간 활약하였다.  폭스는 3개의 MVP 상을 수상하는 데 9명의 선수들 중의 하나이며 배리 본즈 (7개) 만이 더 많이 가졌다.
1938년 6월 16일 그는 자신이 한 경기에 6개의 볼넷을 가질 때 아메리칸 리그 기록을 세웠다.  1939년 그는 .360 점을 쳐 그의 2번째로 최고 사상 시즌 타구 평균이었다.  그의 50개 홈런은 2006년 데이비드 오르티스가 54개를 칠 때까지 레드삭스를 위하여 싱글 시즌 기록으로 남아있었다.

### 시카고 컵스와 필라델피아 필리스
폭스의 실력은 1941년 이후 현저히 감소하였다.  다른이들이 그것을 어떤 근원들은 코곁굴의 조건에 기여하는 동안 어떤 근거들은 이 일을 음주 문제로 기여한다.
그는 레드 삭스와 시카고 컵스 사이에 1942년 시즌을 분할하여 대부분 예비 역할로 활약하였다.  그는 1943년 시즌을 벤치에 앉으며 보냈고 1944년 대부분 대타로서 15개 만의 경기에 나왔다.
그는 1945년 필라델피아 필리스와 경력을 쌓아 1루수와 3루수, 대타에 채워져 출발 투수로서 2개를 포함한 9개의 경기를 투구하였다.  그는 1 승 0 패의 기록과 22개와 3분의 2 이닝에 1.59의 평균자책점을 수집하였다.  폭스는 가끔 오른손 잡이 베이브 루스로 불리었으나 그의 경력은 이 존중에 루스의 반대편이었다.  루스는 투수로서 자신의 빅리그 경력을 시작하였고, 폭스는 하나로서 자신의 빅 리그 경력을 끝냈다.
폭스는 534개의 홈런, 1,922개의 타점, 1,751개의 매긴 득점, 2,645개의 안타, 458개의 2루타, 125개의 3루타, 1,45개의 볼넷과 .325의 타구 평균과 함께 자신의 20년 야구 경력을 끝냈다.  30개 혹은 이상의 홈런과 함께 그의 12개의 연속적 홈런은 2004년 배리 본즈에 의하여 깨질 때까지 메이저 리그 기록이었다.  자신의 경력의 말기에 그의 534개의 홈런은 사상 명단에 루스 만의 뒤에 2위와 오른손 잡이 타자들 중에 1위에 그를 놓았다.  그는 1966년 2위를 위하여 윌리 메이스가 폭스를 통과할 때까지 이 포지션들을 유지하였다.  폭스는 1951년 미국 야구 명예의 전당으로 선출되었다.

## 이후의 경력
폭스는 자신의 활약 세월들이 끝난 후 1952년 하나의 시즌을 위하여 전미 여자 프로 야구 리그의 포트웨인 데이지스를 감독한 것을 포함하여 마이너 리그의 감독과 코치로 일하였다.  그는 그들이 록퍼드 피치스를 상대로 첫 라운드 경기에 2 대 1로 패하였을 때 그들을 플레이오프로 데려갔다.  폭스는 1953년 시즌을 위하여 돌아오지 않았다.
폭스는 2개의 시즌을 위하여 마이애미 대학교를 위하여 총감독을 지내며 1956년 9 승 8 패와 1957년 11 승 12 패로 갔다.
1958년 안에 나쁜 투자들의 일련이 그를 파산하게 만들었다.  레드삭스는 폭스를 그 시즌에 자신들의 트리플 A 제휴 팀 아메리칸 어소시에이션의 미니애폴리스 밀러스의 타구 코치로 임명하였다.  1960년대 초반에 지방적으로 소유한 스테이크 하우스에서 인사장으로서 일하는 데 자신이 감소된 일리노이주 게일스버그에서 살았다.  그는 결국적으로 클리블랜드의 외곽 레이크우드로 은퇴하여 레이크우드 레크리에이션 부서에 의하여 고용되었다.  그의 2명의 자식들 - 딸과 아들도 또한 레이크우드에 살았다.  아들 지미 폭스 주니어는 레이크우드 고등학교와 켄트 주립 대학교에서 뛰어난 미식축구 선수였다.

폭스는 자신의 영예에 이름을 딴 도시의 야구장을 가졌다.  봉납식에는 폭스의 아들, 손자와 손녀들과 허브 스코어와 마이크 헤건을 포함한 클리블랜드 인디언스의 전직 일원 선수들 몇명을 포함하였다.  텔레비전 아나운서 케이시 콜먼 (전직 아나운서 켄 콜먼의 아들)은 봉납식의 주인을 지냈다.  폭스의 공동체 서비스 기념패가 오늘날 거기에 남아있다.

## 사망
1967년 7월 21일 폭스는 플로리다주 마이애미에서 59세의 나이로 사망하였다.  그는 자신의 동생과 저녁을 먹는 동안 병에 걸려 병원으로 후송되었으나 소생 노력들이 실패하였다.  부검은 폭스가 음식에 질식한 것을 보여주었다.  한해 전에 폭스의 2번째 부인 도로시도 또한 질식에 사망하였다.  폭스는 마이애미에 있는 플래글러 기념 공원에 안장되었다.

## 유산
폭스의 동상은 1997년 10월 25일 그의 고향 수들러스빌에 세워졌다.  1999년 그는 스포팅 뉴스 100명의 거대한 야구 선수들의 명단에 15위로 들어왔고 메이저 리그 베이스볼 올센추리 팀을 위한 후보 지명자였다.
영화 《그들만의 리그》에서 역할을 창조하는 데 프로듀서들이 많은 자유를 얻었어도 톰 행크스가 맡은 인물 지미 더건은 폭스와 해크 윌슨에 크게 기초를 두었다.

## 같이 보기
- 500 홈런 클럽